# Gare d’Auvers-sur-Oise
Gare d’Auvers-sur-Oise vasútállomás Franciaországban, Auvers-sur-Oise községben.

## Vasútvonalak
Az állomást az alábbi vasútvonalak érintik:
- Pierrelaye-Creil-vasútvonal

## Kapcsolódó állomások
A vasútállomáshoz az alábbi állomások vannak a legközelebb:
- Gare de Valmondois (Gare de Persan - Beaumont, Transilien H)
- Gare de Chaponval (Gare de Pontoise, Transilien H)